# Монтичелло-Брианца
Монтичелло-Брианца (итал. Monticello Brianza) — коммуна в Италии, располагается в регионе Ломбардия, подчиняется административному центру Лекко.
Население составляет 4186 человек, плотность населения составляет 1047 чел./км². Занимает площадь 4 км². Почтовый индекс — 23876. Телефонный код — 039.
В коммуне особо почитается святая мученица Агата, празднование 5 февраля.